# افزایش جمعیت گرگ‌ها در کلرادو
در دهه ۱۹۴۰، گرگ خاکستری تقریباً از کوه‌های راکی جنوبی ریشه‌کن شد. این گونه به‌طور طبیعی در زیستگاه‌هایی در کلرادو که قبل از انقراض قریب‌الوقوعش از ایالات متحده آمریکا اشغال کرده بودند، گسترش یافت. گرگ‌ها در دهه ۱۹۹۰ دوباره به کوه‌های راکی شمالی بازگردانده شدند و حداقل از سال ۲۰۱۴، گرگ‌های منزوی وارد کلرادو شده‌اند. وجود یک گروه ساکن در شمال غربی کلرادو در اوایل سال ۲۰۲۰ تأیید شد. در ژوئن ۲۰۲۱، سازمان پارک‌ها و حیات وحش کلرادو (CPW) گزارش داد که اولین توله‌های گرگ از دهه ۱۹۴۰ در این ایالت متولد شده‌اند. رأی‌دهندگان با اختلاف اندکی، مصوبه‌ای را که در نوامبر ۲۰۲۰ به تصویب رسید، تصویب کردند. این مصوبه به کمیسیون نظارت بر CPW دستور می‌داد تا طرحی را برای شروع معرفی مجدد گرگ‌ها تا پایان سال ۲۰۲۳، جایی در وسترن اسلوپ، تدوین کند. گرگ‌ها مدیریت و به عنوان گونه‌ای غیر شکاری تعیین می‌شوند، به این معنی که نمی‌توان آنها را شکار کرد و برای هر دامی که توسط شکارچیان کشته شود، غرامت منصفانه‌ای پرداخت خواهد شد. گرگ‌ها تحت حفاظت بودند زیرا طبق قوانین فدرال و ایالتی در فهرست گونه‌های در معرض خطر انقراض قرار دارند. به عنوان بخشی از تلاش برای بازگرداندن گرگ‌ها، دولت فدرال در سال ۲۰۲۳ به ایالت کلرادو اختیار داد تا در شرایط خاص، گرگ‌ها را مدیریت و از بین ببرد. مقامات حیات وحش کلرادو در اواخر دسامبر ۲۰۲۳، ۱۰ گرگ خاکستری را از اورگان در جنگلی دورافتاده در شهرستان‌های گرند و سامیت رها کردند، زیرا کلرادو اولین ایالتی بود که رأی‌دهندگان به جای دولت فدرال، بازگرداندن گرگ‌های خاکستری را تصویب کردند. پانزده گرگ دیگر در ژانویه ۲۰۲۵ در شهرستان‌های ایگل و پیتکین رها شدند.

## حفاظت فدرال

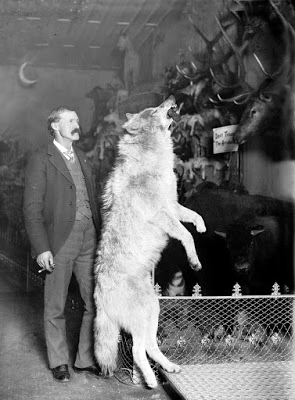
ادوین کارتر، طبیعت‌شناس برکنریج، به همراه یک گرگ خاکستری سواره که در کوه‌های راکی کلرادو کشته شده است، حدود سال ۱۹۱۸ ۱۸۹۰–۱۹۰۰.

گرگ‌ها زمانی به دلیل وجود تعدادی از گونه‌های شکار بزرگ مانند گاومیش آمریکایی، گوزن شمالی و آهو، در اینجا رونق داشتند. طعمه‌های دیگر گرگ‌ها شامل تعدادی از گونه‌های کوچک شکاری مانند خرگوش و جوندگان بود. انقراض گرگ‌ها ناشی از نابودی گونه‌های اصلی طعمه گرگ مانند گاومیش، گسترش کشاورزی و کمپین‌های نابودی در اواخر قرن نوزدهم و اوایل قرن بیستم بود. همزمان با روی آوردن گرگ‌ها به منبع غذایی غیرسنتی گاوهای محصور و نسبتاً بی‌دفاع، ایالت کلرادو در سال ۱۸۶۹ برای کشتن گرگ‌ها جایزه تعیین کرد. این تلاش‌ها شامل جوایز دولتی بود که گاهی اوقات بیش از ۱۰۰۰ دلار برای پوست گرگ‌ها در نظر گرفته می‌شد - درآمد قابل توجهی برای دامداران و تله‌گذاران، زیرا ساکنان محلی گرگ‌ها را تهدیدی برای دام‌ها و امنیت انسان‌ها می‌دانستند. پس از به دام انداختن و مسموم کردن گرگ‌ها در کلرادو در دهه ۱۹۳۰، آخرین گرگ وحشی در این ایالت در دهه ۱۹۴۰ در شهرستان کونهوس به ضرب گلوله کشته شد.
در دهه‌های ۱۹۶۰ و ۱۹۷۰، آگاهی ملی از مسائل و پیامدهای زیست‌محیطی منجر به تصویب قوانینی شد که برای اصلاح اشتباهات گذشته و کمک به جلوگیری از اشتباهات مشابه در آینده طراحی شده بودند. گرگ‌ها در ایالات متحده تحت قانون فدرال گونه‌های در معرض خطر انقراض در سال ۱۹۷۸ محافظت می‌شدند، زیرا در معرض خطر انقراض بودند و برای کمک به بهبود وضعیت خود به حفاظت نیاز داشتند. سازمان شیلات و حیات وحش ایالات متحده در ابتدای ژانویه ۲۰۲۱، زمانی که بیش از ۶۰۰۰ گرگ در نه ایالت ساکن بودند، وضعیت گرگ‌های خاکستری را از فهرست گونه‌های در معرض خطر حذف کرد. پس از پایان حفاظت فدرال از گرگ‌ها، ایالت‌ها و قبایل بار دیگر مسئول مدیریت این حیوان و تنظیم شکار شدند. در کلرادو، گرگ‌ها همچنان به عنوان گونه‌های در معرض خطر انقراض طبقه‌بندی می‌شوند. جریمه، زندان و از دست دادن امتیاز مجوز شکار می‌تواند از عواقب تخلفات باشد. در فوریه ۲۰۲۲، یک قاضی دستور داد که حمایت‌های فدرال از گرگ‌های خاکستری تحت قانون فدرال گونه‌های در معرض خطر احیا شود، که این قانون، اختیارات مدیریتی را به سرویس ماهی و حیات وحش ایالات متحده بازگرداند.

## استعمار مجدد طبیعی
گرگ‌ها از دهه ۱۹۹۰ که به کوه‌های راکی شمالی معرفی شدند، در حال پراکنده شدن از آنجا بوده‌اند. یک گروه کاری گرگ در سال ۲۰۰۴ تشکیل شد تا یک طرح مدیریتی ایجاد کند که سیاست‌هایی را برای مدیران حیات وحش کلرادو در هنگام مدیریت تعارضات احتمالی بین گرگ‌ها، انسان‌ها و دام‌ها فراهم کند. گزارش آنها توصیه کرد که هر گرگی که به کلرادو مهاجرت می‌کند «باید اجازه داشته باشد بدون هیچ مرزی در هر جایی که زیستگاه خود را پیدا می‌کند، زندگی کند». آنها همچنین تصمیم گرفتند که دیگر به دنبال احیای گرگ‌ها نباشند. آنها استفاده از انواع مختلف فناوری برای نظارت بر حرکات آنها (ردیابی حیوانات با سامانه موقعیت‌یاب جهانی و تله‌های دوربین) را به همراه یک طرح مدیریتی که انعطاف‌پذیری لازم را برای دامداران نگران حمله به دام‌ها فراهم کند و نگرانی‌هایی را که گرگ‌ها ممکن است بر جمعیت گونه‌های دیگر مانند گوزن شمالی تأثیر بگذارند، برطرف کند، توصیه کردند. کمیسیون پارک‌ها و حیات وحش کلرادو این توصیه‌ها را تأیید و از آنها حمایت کرد. هنگام بررسی موضوع بازگرداندن گرگ‌ها به طبیعت در سال ۲۰۱۶، کمیسیون قطعنامه‌ای رسمی در مخالفت با رهاسازی عمدی گرگ‌ها تصویب کرد.
بین سال‌های ۲۰۰۴ تا ۲۰۱۹، از شش گرگ خاکستری در کلرادو عکس گرفته شده یا کشته شده‌اند. این حیوانات به احتمال زیاد از پراکندگی طبیعی حیواناتی هستند که دوباره به پارک ملی یلوستون معرفی شده‌اند. مقامات حیات وحش در سال ۲۰۱۹ چندین مورد مشاهده دیگر نیز داشتند تا سال ۲۰۲۱، حدود ۳۰۰۰ گرگ در بخش‌هایی از مونتانا، وایومینگ، آیداهو، اورگان، واشینگتن و کالیفرنیای شمالی ساکن بودند. در اوایل سال ۲۰۲۰، وجود یک گله شش‌تایی گرگ در شهرستان موفات در شمال غربی کلرادو تأیید شد. شکارچیان احتمالاً سه عضو گله را ظرف چند ماه درست آن سوی مرز در وایومینگ، جایی که شکار گرگ قانونی بود، کشتند. (که در ابتدا به اشتباه ام ۱۰۸۴ نامگذاری شده بود)، در وایومینگ، بیش از ۳۵۰ مایل (۵۶۰ کیلومتر) سرگردان بود. به کلرادو رفت، قبل از اینکه قلاده ردیابش پاره شود. او با M2101، یک نر چهار ساله با وزن تقریبی ۱۱۰ پوند (۵۰ کیلوگرم) یک جفت مولد تشکیل داد. که در فوریه ۲۰۲۱ قلاده گذاری شد. فرماندار جارد پلیس به ترتیب به این حیوانات لقب «جین» و «جان» داد و از این دو نفر در کلرادو استقبال کرد. قلاده‌گذاری گرگ اولین فرصت برای سازمان پارک‌ها و حیات وحش کلرادو (CPW) بود تا از زمان به دست گرفتن کنترل این گونه پس از حذف حیوانات از فهرست گونه‌های در معرض خطر، روند مدیریت و ردیابی آنچه در کلرادو اتفاق می‌افتد را آغاز کند. مقامات تأیید کردند که آنها شش توله دارند و در ژوئن ۲۰۲۱ در این ایالت زندگی می‌کنند، که اولین زایمان شناخته شده در این ایالت از دهه ۱۹۴۰ است. یکی از توله‌ها، یک ماده، در فوریه ۲۰۲۲ به قلاده ردیاب مجهز شد. گرگ با استفاده از دو رقم اول برای نشان دادن سال، نامگذاری شد و به ترتیب دو رقم بعدی با یک عدد فرد برای نرها و یک عدد زوج برای ماده‌ها اختصاص داده شد. شواهد فیزیکی مانند ردپا و مدفوع نیز توسط مأموران حیات وحش برای ردیابی و مشاهده حرکات و رفتارهای گرگ‌ها استفاده می‌شود.